# داوید لوفور
داوید لوفور (فرانسوی: David Lefèvre‎؛ زادهٔ ۲۹ آوریل ۱۹۷۲) دوچرخه‌سوار اهل فرانسه است.